# Arkadiusz Terman
Arkadiusz Jerzy Terman (ur. 1976 w Lęborku) – polski profesor nauk rolniczych w zakresie zootechniki, specjalista genetyki zwierząt, nauczyciel akademicki.

## Życiorys
W 2000 ukończył studia zootechniczne na Akademii Rolniczej w Szczecinie, w 2005 obronił tam pracę doktorską Charakterystyka genetyczna stada loch na podstawie polimorfizmu wybranych genów kandydujących do statusu genów głównych użytkowości rozrodczej, w 2013 otrzymał stopień doktora habilitowanego. 18 marca 2024 został profesorem nauk rolniczych w dyscyplinie zootechnika i rybactwo. Od 2005 zatrudniony w Zachodniopomorskim Uniwersytecie Technologicznym w Szczecinie na Wydziale Biotechnologii i Hodowli Zwierząt w Katedrze Genetyki i Ogólnej Hodowli Zwierząt kolejno jako asystent (2005), adiunkt (2006), profesor uczelni (2016) i profesor (2024); od 2010 jest kierownikiem Katedry Genetyki. 
Pełnił wiele funkcji organizacyjnych w macierzystej Uczelni, był m.in. prorektorem ds. studenckich w kadencji 2016-2020 i 2020-2024. Dnia 12 kwietnia 2024 został wybrany rektorem na kadencję 2024-2028. 
Tematyka badawcza profesora Arkadiusza Termana obejmuje analizę polimorfizmu wybranych fragmentów genów w odniesieniu do cech użytkowości rozrodczej zwierząt oraz detekcję mutacji punktowych w rejonach kodujących wybranych protoonkogenów oraz genów enzymów proteolitycznych. 
Arkadiusz Terman był także pracownikiem naukowym w Pomorskim Uniwersytecie Medycznym w Szczecinie. 